# Noctis Labyrinthus
Il Noctis Labyrinthus (in latino Labirinto della notte) è una regione della superficie di Marte, situata all'estremo occidentale delle Valles Marineris, a nord del Syria Planum e ad est del Pavonis Mons, caratterizzata da una morfologia disordinata e dalla presenza di grandi fratture e canyon, che si sviluppano in diverse direzioni attorno a enormi agglomerati di terreno più antico. 
Le parti superiori di questi ammassi sono composte da materiale più recente, forse frutto dell'attività vulcanica della vicina regione di Tharsis; alcune sono tuttavia caratterizzate da materiale più vecchio, più ricco di crateri d'impatto e più corrugato. Le pareti dei canyon sono costituite da roccia omogenea, mentre i loro letti sono ricchi di materiale di origine sedimentaria o fluviale. Regioni simili al Noctis Labyrinthus si trovano abbastanza comunemente a valle di canali anticamente percorsi da fluidi quali l'acqua o il diossido di carbonio liquido o gassoso.

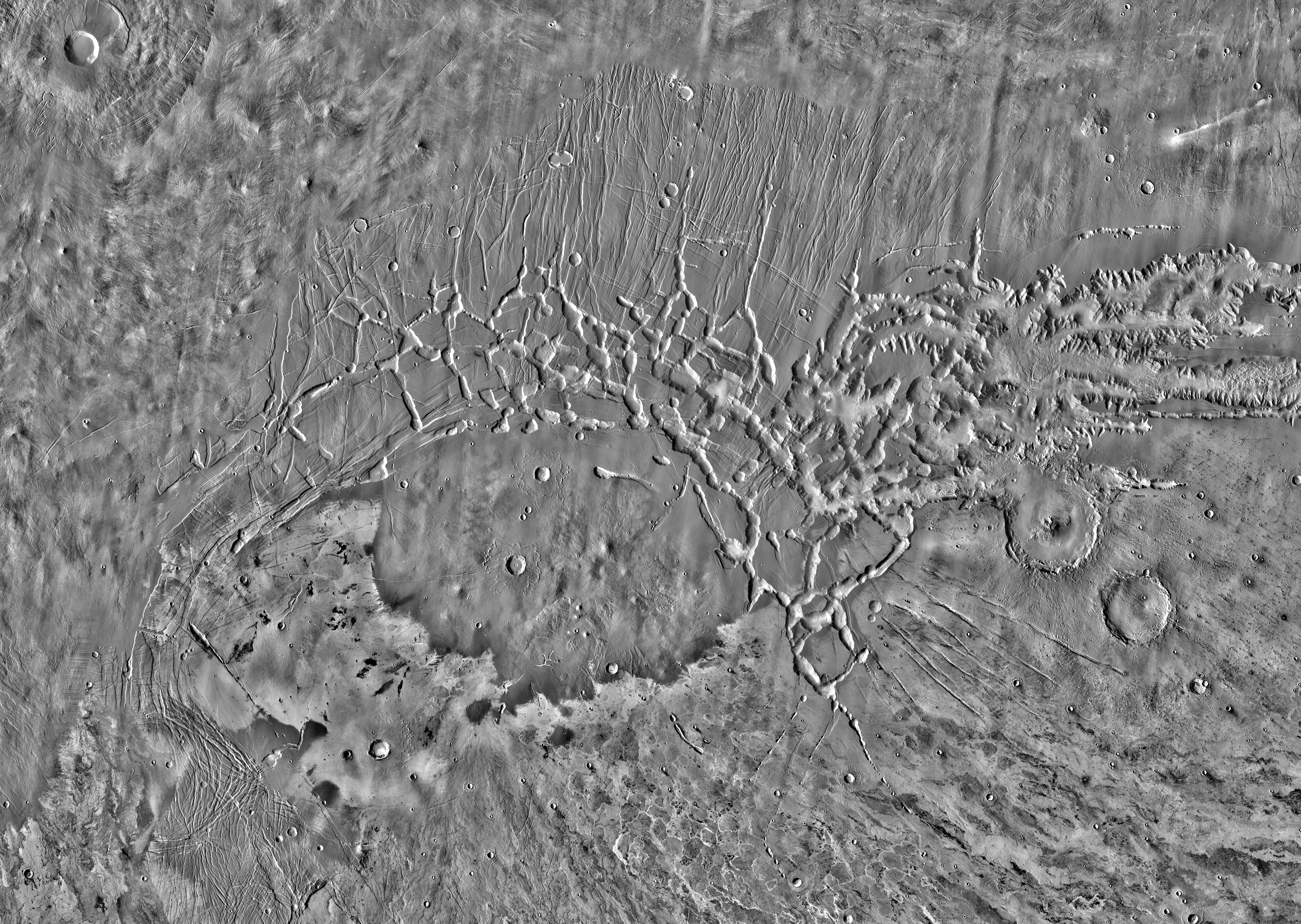
Noctis Labyrinthus (THEMIS mosaico infrarossi giorno)

## Influenza culturale
- Il Noctis Labyrinthus svolge una parte rilevante nel background dell'Adeptus Mechanicus e dei Necron nell'universo immaginario di Warhammer 40000[1].